# Apollon Fjodorowitsch Mewius
Apollon Fjodorowitsch Mewius (russisch Аполлон Фёдорович Мевиус; * 12. Novemberjul. / 24. November 1820greg. im Gouvernement Tomsk; † 8. Oktoberjul. / 20. Oktober 1898greg. in Charkow) war ein russischer Bergbauingenieur, Metallurg und Hochschullehrer.

## Leben
Mewius' Eltern waren der Markscheider des Tomsker Bergbau-Bezirks Fjodor Pawlowitsch Mevius und eine sibirische Adlige. Der Großvater Paul Mevius stammte aus Deutschland und war lutherischer Pastor in Barnaul. Die Großmutter Johanna Luther stammte aus einer Familie lutherischer Geistlicher und Nachkommen Martin Luthers. Viele Mitglieder der Familie Mewius waren Bergbauingenieure. Fjodor Mewius wurde später Assistent des Chefs der Olonezer Berg- und Hüttenwerke in Petrosawodsk und war 1835–1840 Geschäftsführer des Hüttenwerks Lugansk.
Im Alter von 12 Jahren kam Mewius in das St. Petersburger Institut des Bergbauingenieur-Kadettenkorps, das er nach erfolgreichem Studium 1842 verließ. Darauf arbeitete er als Aufseher in Hüttenwerken im Gouvernement Perm. In westeuropäischen Ländern absolvierte er 1846 Praktika, um die dortige Praxis kennenzulernen. Er übersetzte ein französisches Lehrbuch über Metallurgie, Gusseisen und Eisen ins Russische und kehrte 1847 zurück. 1848 wurde Mewius in das Hüttenwerk Slatoust geschickt, zu dessen Geschäftsführer er bald ernannt wurde. 1851 wurde er nach Kertsch geschickt, um Versuche zur Verhüttung der dortigen Eisenerze durchzuführen. Mit den Versuchen gelang nicht die Herstellung von Gusseisen.
1855 wurde Mewius zum Oberstleutnant des Bergbauingenieur-Korps befördert. Er prospektierte Steinkohle- und Eisenerz-Lagerstätten für das Hüttenwerk Lugansk. Er war an der Projektierung des neuen Petrowski-Hüttenwerks beteiligt, zu dessen Bauleiter er dann bestimmt wurde. 1860 erhielt er den halben Demidow-Preis.
1861 wurde Mewius mit Beförderung zum Oberst des Bergbauingenieur-Korps zum Chef des Lugansker Bergbau-Bezirks ernannt, wobei er nicht nur für die Berg- und Hüttenwerke, sondern auch für die dortigen Ortschaften verantwortlich war. Dazu war er Geschäftsführer des Hüttenwerks Lugansk. Als seine für die Wirtschaft der Südregion wichtigste Aufgabe betrachtete er die Entwicklung einer eigenständigen Kohle- und Eisenindustrie. Eine zentrale Rolle spielte der Bau des Petrowski-Hüttenwerks und des Puddelstahl- und Walzwerks Lugansk, die 1866 in Betrieb gingen.
Ab 1865 lebte Mewius in St. Petersburg und bearbeitete Probleme der Entwicklung der Eisen- und Kohleproduktion in Südrussland und damit verbunden  ein  Projekt zum Bau von Eisenbahnen. Mit seinen Ergebnissen stellte er die Entwicklungsperspektiven der Eisenindustrie und das rationellste Eisenbahnnetz im Donbass dar.
1870 schied Mewius aus dem Staatsdienst aus und ließ sich in Charkow nieder. Ab 1889 lehrte er Metallurgie am 1885 gegründeten Technologie-Institut Charkow. Er gründete den Lehrstuhl für Metallurgie, dessen erster Professor er dann war. 1894 gab er sein Lehrbuch über Gusseisen, Eisen und Stahl heraus, das sich auf Hermann Weddings Grundriß der Eisenhüttenkunde stützte und eine bedeutende Rolle in der Ausbildung der Spezialisten in diesem Fachbereich spielte. 1895 wurde er Leiter des neuen Donezk-Jurjew-Hüttenwerks in St. Petersburg, so dass er 1896 seine Lehrtätigkeit in Charkow aufgab. Er beschäftigte sich mit den Grundlagen des Sinterns. Sein letztes Werk war das Französisch-Russische Technik-Wörterbuch, an dem er 28 Jahre lang gearbeitet hatte und das nicht nur die Übersetzungen der Begriffe, sondern auch ihre Definitionen und Erklärungen enthält. Iwan Time schätzte dieses einzigartige Werk sehr.